# 화성의 방형

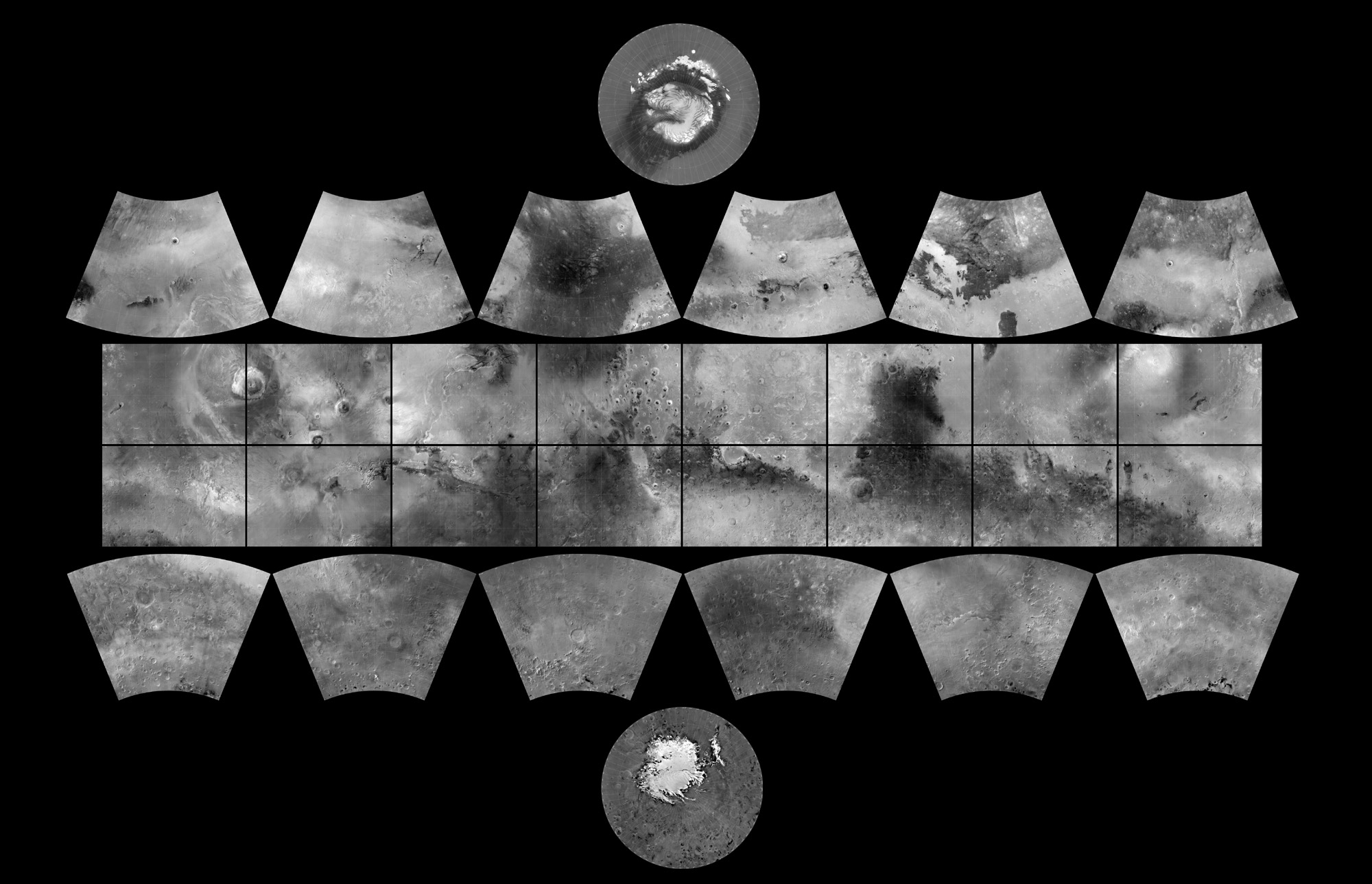
30개의 방형을 표시한 화성 지도.

화성의 방형은 미국 지질조사국이 화성의 지면을 30개의 방형 지도로 나눈 것으로 각각의 방형은 화성의 지표면의 특정 위도와 경도의 범위에 해당하는 지역이다. 미국 지질조사국은 화성 지표면의 반사율 연구 이후, 북쪽에서 남쪽, 서쪽에서 동쪽으로 방향에 따라 접두어 MC(영어: Mars Chart, 화성 도표)와 1에서 30까지의 숫자로 방형을 작명하였다. 이 방형은 원추도법에 기반한 지도 내 직사각형처럼 보이지만 화성의 곡면의 실제 형상은 사케리 사각형이다. 화성의 곡면의 16개의 적도 방형은 각각 가장 작은 4,500,000 평방킬로미터에 해당하는 표면적이고 12개의 중위도 방형은 각각 4,900,000 평방킬로미터에 해당하는 표면적이며 양극 방형은 각각 가장 큰 6,800,000 평방 킬로미터에 해당하는 표면적이다.

## 방형 목록
| 번호  | 이름                 | 위도        | 경도                | 지형      | 지도                             |
| ----- | -------------------- | ----------- | ------------------- | --------- | -------------------------------- |
| MC-01 | 마레보레움           | 북위 65~90° | 서경 180°~동경 180° | 지형 분류 | 마레보레움 방형 지형도           |
| MC-02 | 디아크리아           | 북위 30~65° | 서경 120~180°       | 지형 분류 | 디아크리아 방형 지형도           |
| MC-03 | 아르카디아           | 북위 30~65° | 서경 60~120°        | 지형 분류 | 아르카디아 방형 지형도           |
| MC-04 | 마레아키달리움       | 북위 30~65° | 서경 0~60°          | 지형 분류 | 마레아키달리움 방형 지형도       |
| MC-05 | 이스메니우스라쿠스   | 북위 30~65° | 동경 0~60°          | 지형 분류 | 이스메니우스라쿠스 방형 지형도   |
| MC-06 | 카시우스             | 북위 30~65° | 동경 60~120°        | 지형 분류 | 카시우스 방형 지형도             |
| MC-07 | 케프레니아           | 북위 30~65° | 동경 120~180°       | 지형 분류 | 케프레니아 방형 지형도           |
| MC-08 | 아마조니스           | 북위 0~30°  | 서경 135~180°       | 지형 분류 | 아마조니스 방형 지형도           |
| MC-09 | 타르시스             | 북위 0~30°  | 서경 90~135°        | 지형 분류 | 타르시스 방형 지형도             |
| MC-10 | 루네팔루스           | 북위 0~30°  | 서경 45~90°         | 지형 분류 | 루네팔루스 방형 지형도           |
| MC-11 | 옥시아팔루스         | 북위 0~30°  | 서경 0~45°          | 지형 분류 | 옥시아팔루스 방형 지형도         |
| MC-12 | 아라비아             | 북위 0~30°  | 동경 0~45°          | 지형 분류 | 아라비아 방형 지형도             |
| MC-13 | 시르티스마요르       | 북위 0~30°  | 동경 45~90°         | 지형 분류 | 시르티스마요르 방형 지형도       |
| MC-14 | 아멘테스             | 북위 0~30°  | 동경 90–135°        | 지형 분류 | 아멘테스 방형 지형도             |
| MC-15 | 엘리시움             | 북위 0~30°  | 동경 135–180°       | 지형 분류 | 엘리시움 방형 지형도             |
| MC-16 | 멤노니아             | 남위 0~30°  | 서경 135–180°       | 지형 분류 | 멤노니아 방형 지형도             |
| MC-17 | 페니키스라쿠스       | 남위 0~30°  | 서경 90~135°        | 지형 분류 | 페니키스라쿠스 방형 지형도       |
| MC-18 | 코프라테스           | 남위 0~30°  | 서경 45~90°         | 지형 분류 | 코프라테스 방형 지형도           |
| MC-19 | 마르가리티페르시누스 | 남위 0~30°  | 서경 0~45°          | 지형 분류 | 마르가리티페르시누스 방형 지형도 |
| MC-20 | 시누스사베우스       | 남위 0~30°  | 동경 0~45°          | 지형 분류 | 시누스사베우스 방형 지형도       |
| MC-21 | 이아피기아           | 남위 0~30°  | 동경 45~90°         | 지형 분류 | 이아피기아 방형 지형도           |
| MC-22 | 마레티르레눔         | 남위 0~30°  | 동경 90~135°        | 지형 분류 | 마레티르레눔 방형 지형도         |
| MC-23 | 에올리스             | 남위 0~30°  | 동경 135~180°       | 지형 분류 | 에올리스 방형 지형도             |
| MC-24 | 페톤티스             | 남위 30~65° | 서경 120~180°       | 지형 분류 | 페톤티스 방형 지형도             |
| MC-25 | 타우마키아           | 남위 30~65° | 서경 60~120°        | 지형 분류 | 타우마키아 방형 지형도           |
| MC-26 | 아르기레             | 남위 30~65° | 서경 0~60°          | 지형 분류 | 아르기레 방형 지형도             |
| MC-27 | 노아키스             | 남위 30~65° | 동경 0~60°          | 지형 분류 | 노아키스 방형 지형도             |
| MC-28 | 헬라스               | 남위 30~65° | 동경 60~120°        | 지형 분류 | 헬라스 방형 지형도               |
| MC-29 | 에리다니아           | 남위 30~65° | 동경 120~180°       | 지형 분류 | 에리다니아 방형 지형도           |
| MC-30 | 마레아우스트랄레     | 남위 65~90° | 서경 180°~동경 180° | 지형 분류 | 마레아우스트랄레 방형 지형도     |

## 같이 보기
- 수성의 쿼드랭글 목록
- 달의 쿼드랭글 목록